# Олег Лужний
Олег Лужний (на украински: Олег Романович Лужний) е съветски и украински футболист и треньор. Най-известен като футболист на Динамо (Киев), за който играе в продължение на 10 години, и на английския гранд Арсенал. Дългогодишен капитан на националния отбор на Украйна, за който има 52 изиграни двубоя. Има 8 мача за националния отбор на СССР, като е европейски шампион за младежи през 1990 г.

## Клубна кариера
Юноша на е на Карпати Лвов, като завършва клубния спортен интернат. През 1985 г. преминава в Торпедо (Луцк), като играе в продължение на 3 сезона. През 1988 г. влиза в армията и играе за тима на СКА Карпати, където записва 29 двубоя. Скоро талантливият бранител е забелязан от Динамо Киев, а профилът му на издръжлив и физически здрав футболист пасва на разбиранията на треньора Валери Лобановски. Още в първия си мач за Динамо започва като титуляр и се утвърждава на десния фланг на отбраната. Помага на тима да спечели шампионата и Купата на СССР през 1990 г.
След разпада на СССР Динамо доминира в шампионата на Украйна, като печели 7 поредни титли, а Лужний е капитан на отбора. През 1997 г. английският Ливърпул отправя оферта на футболиста, но тя съвпада със завръщането на Лобановски на треньорския пост и защитникът решава да остане в Динамо. През сезон 1998/99 Динамо записва рекордно постижение в Шампионската лига, достигайки полуфиналите. В двубоите с Арсенал Лужний се справя със задачата да опази Марк Овермарс, с което и привлича вниманието на лондонския клуб.
Лужний подписва с Арсенал през лятото на 1999 г. и дебютира за тима, влизайки като резерва в мач с Дарби Каунти. Украинецът не успява да измести от титулярното място десния бек Лий Диксън и е използван по-скоро като ротационен играч. През 2000 г. „артилеристите“ привличат камерунеца Лаурен като дългосрочен заместник на Диксън, поради което Лужний изиграва немалко мачове като централен защитник. През сезон 2000/01 печели дубъл – Висшата лига и ФА Къп. През есента на 2002 г. се утвърждава на десния фланг на отбраната след като Диксън се отказва от футбола, а Лаурен е контузен. В двубоя със Съндърланд в Купата на Лигата извежда отбора с капитанската лента. В края на сезона Арсенал триумфира в ФА Къп, а играта на Лужний във финала срещу Саутхемптън е определяна за най-добрата му за тима.
През лятото на 2003 г. преминава като свободен агент в Улвърхемптън, където обаче записва само 6 срещи. През 2005 г. е играещ треньор на латвийския Вента, но напуска поради финансовите проблеми на клуба.

## Национален отбор
В периода 1989 – 1990 има 8 мача за националния отбор на СССР. Лужний е сред кандидатите за селекцията за Мондиал 1990, но пропуска турнира поради контузия. Същата година става европейски шампион за младежи.
Между 1992 и 2003 г. записва 52 двубоя за националния тим на Украйна, като в 39 от тях е капитан.

## Треньорска кариера
Между 2006 и 2012 г. е спортен директор на Динамо Киев. На два пъти – през 2007 и 2010 г. изпълнява длъжността на старши треньор временно. През сезон 2012/13 води Таврия Симферопол, но тимът заема незавидното 11-о място в края на сезона и Лужний е уволнен. От 2017 г. е помощник-треньор на Александър Хацкевич в Динамо.

## Успехи

### Клубни
- Шампион на СССР – 1990
- Купа на СССР – 1990
- Шампион на Украйна – 1993, 1994, 1995, 1996, 1997, 1998, 1999
- Купа на Украйна – 1993, 1996, 1998, 1999
- Шампион на Англия – 2002
- ФА Къп – 2002, 2003

### Национален отбор
- Европейско първенство за младежи – 1990

### Индивидуални
- Най-добър дебютант в Съветската Висша лига – 1989